# Пехорка (Московская область)
Пехо́рка — деревня в Московской области России. Входит в городской округ Люберцы. Население — 313 чел. (2017).

## География
Деревня Пехорка расположена в восточной части городского округа Люберцы, примерно в 5 км к юго-востоку от города Люберцы. Высота над уровнем моря 118 м. Рядом с деревней протекает река Пехорка. В деревне 4 улицы и 1 тупик, приписано 2 СНТ. Ближайший населённый пункт — рабочий посёлок Малаховка.

## Название
Название связано с географическим расположением на реке Пехорке.

## История
В 1926 году деревня являлась центром Пехорского сельсовета Быковской волости Бронницкого уезда Московской губернии.
С 1929 года — населённый пункт в составе Раменского района Московского округа Московской области. В 1951 году деревня была передана в Ухтомский район Московской области, переименованный в 1959 году в Люберецкий район.
До муниципальной реформы 2006 года Пехорка находилась в подчинении администрации рабочего посёлка Малаховка.
С 2006 до 2016 гг. деревня входила в городское поселение Малаховка Люберецкого муниципального района. С 2017 года входит в городской округ Люберцы, в рамках администрации которого деревня подчинена территориальному управлению Красково-Малаховка.

## Население
В 1926 году в деревне проживало 359 человек (183 мужчины, 176 женщин), насчитывалось 70 хозяйств, из которых 69 были крестьянские. По переписи 2002 года — 250 человек (112 мужчин, 138 женщин).
| 1926 | 2002 | 2006 | 2010 | 2014 | 2015 | 2016 |
| ---- | ---- | ---- | ---- | ---- | ---- | ---- |
| 359  | ↘250 | ↗281 | ↗324 | ↘312 | ↘308 | ↘304 |
| 2017 |      |      |      |      |      |      |
| ↗313 |      |      |      |      |      |      |

## Интересные факты
Рядом с Пехоркой на Егорьевском шоссе был обнаружен сотрудник КГБ В. Афанасьев, жертва в резонансном деле 1980 года ("Убийство на Ждановской"). Убийцы привезли его сюда, чтобы запутать следы, так как считали, что в посёлке Пехорка есть дачи сотрудников КГБ и убийство может быть определено как "бытовое".